# Ecuador ai Giochi della XXX Olimpiade
L'Ecuador ha partecipato ai Giochi della XXX Olimpiade di Londra, che si sono svolti dal 27 luglio al 12 agosto 2012, con una delegazione di 36 atleti.
Il portabandiera nella cerimonia di apertura è stato il canoista César de Cesare.

## Atletica leggera
Uomini
Corse e gare
| Atleta           | Evento       | Batterie | Batterie  | Quarti | Quarti    | Semifinali | Semifinali | Finale  | Finale    |
| Atleta           | Evento       | Tempo    | Posizione | Tempo  | Posizione | Tempo      | Posizione  | Tempo   | Posizione |
| ---------------- | ------------ | -------- | --------- | ------ | --------- | ---------- | ---------- | ------- | --------- |
| Miguel Almachi   | maratona     |          |           |        |           |            |            | 2:19:53 | 50        |
| Mauricio Arteaga | 20 km marcia |          |           |        |           |            |            | 1:25:51 | 44        |
| Andrés Chocho    | 50 km marcia |          |           |        |           |            |            |         | DSQ       |
| Xavier Moreno    | 50 km marcia |          |           |        |           |            |            | 4:09:23 | 47        |
| Byron Piedra     | 10000 m      |          |           |        |           |            |            |         | DNF       |
| Álex Quiñónez    | 200 m        | 20.28    | 1 Q       |        |           | 20.37      | 8 q        | 20.57   | 7         |

Eventi concorsi
| Atleta         | Evento        | Qualificazioni | Qualificazioni | Finale          | Finale          |
| Atleta         | Evento        | Misura         | Posizione      | Misura          | Posizione       |
| -------------- | ------------- | -------------- | -------------- | --------------- | --------------- |
| Diego Ferrín   | salto in alto | 2.21           | 21             | non qualificato | non qualificato |
| Adrian Sornoza | salto triplo  | 16.04          | 25             | non qualificato | non qualificato |

Donne
Corse e gare
| Atleta         | Evento         | Batterie | Batterie  | Quarti | Quarti    | Semifinali      | Semifinali      | Finale          | Finale          |
| Atleta         | Evento         | Tempo    | Posizione | Tempo  | Posizione | Tempo           | Posizione       | Tempo           | Posizione       |
| -------------- | -------------- | -------- | --------- | ------ | --------- | --------------- | --------------- | --------------- | --------------- |
| Rosa Chacha    | maratona       |          |           |        |           |                 |                 | 2:40:57         | 83              |
| Ericka Chávez  | 200 m          | 23.70    | 7         |        |           | non qualificata | non qualificata | non qualificata | non qualificata |
| Yadira Guamán  | 20 km marcia   |          |           |        |           |                 |                 | 1:34:47         | 40              |
| Lucy Jaramillo | 400 m ostacoli | 57.74    | 7         |        |           | non qualificata | non qualificata | non qualificata | non qualificata |
| Paola Pérez    | 20 km marcia   |          |           |        |           |                 |                 | 1:37:05         | 51              |

## Canoa Kayak

### Velocità
Maschile
| Atleta          | Evento    | Batterie | Batterie  | Semifinali | Semifinali | Finale | Finale    |
| Atleta          | Evento    | Tempo    | Posizione | Tempo      | Posizione  | Tempo  | Posizione |
| --------------- | --------- | -------- | --------- | ---------- | ---------- | ------ | --------- |
| César de Cesare | K-1 200 m | 36.181   | 5 S       | 36.975     | 4 FB       | 38.075 | 12        |

## Ciclismo

### Ciclismo su strada
Maschile
| Atleta      | Evento                  | Tempo | Posizione |
| ----------- | ----------------------- | ----- | --------- |
| Byron Guama | Corsa in linea maschile | FT    | FT        |

### BMX
Maschile
| Atleta       | Evento       | 1ª Fase   | 1ª Fase   | Quarti di finale | Quarti di finale | Semifinali      | Semifinali      | Finale          | Finale          |
| Atleta       | Evento       | Risultato | Posizione | Punti            | Posizione        | Punti           | Posizione       | Risultato       | Posizione       |
| ------------ | ------------ | --------- | --------- | ---------------- | ---------------- | --------------- | --------------- | --------------- | --------------- |
| Emilio Falla | BMX maschile | 39.737    | 24        | 23               | 6                | Non qualificato | Non qualificato | Non qualificato | Non qualificato |

## Equitazione
Concorso completo
| Atleta        | Cavallo     | Evento                        | Dressage | Cross-country | Salto ostacoli | Salto ostacoli  | Totale   | Totale    |
| Atleta        | Cavallo     | Evento                        | Dressage | Cross-country | Qualificazioni | Finale          | Penalità | Posizione |
| ------------- | ----------- | ----------------------------- | -------- | ------------- | -------------- | --------------- | -------- | --------- |
| Ronald Zabala | Master Rose | Concorso completo individuale | 53.30    | 36.00         | 7.00           | Non qualificato | 96.30    | 43        |

## Judo
Femminile
| Atleta           | Evento | Preliminari          | 16-esimi             | Ottavi               | Quarti di finale     | Semifinali           | 1º Turno ripescaggi  | Ripescaggi Quarti    | Ripescaggi Semifinali | Finale               |                 |
| Atleta           | Evento | Avversario Risultato | Avversario Risultato | Avversario Risultato | Avversario Risultato | Avversario Risultato | Avversario Risultato | Avversario Risultato | Avversario Risultato  | Avversario Risultato |                 |
| ---------------- | ------ | -------------------- | -------------------- | -------------------- | -------------------- | -------------------- | -------------------- | -------------------- | --------------------- | -------------------- | --------------- |
| Estefania García | -63 kg |                      | Žolnir P 1000–0001   | Non qualificata      | Non qualificata      | Non qualificata      | Non qualificata      | Non qualificata      | Non qualificata       | Non qualificata      | Non qualificata |

## Lotta

### Uomini
Greco-Romana
| Atleta         | Evento | Qualificazione       | Ottavi               | Quarti               | Semifinale           | Ripescaggio Turno 1  | Ripescaggio Turno 2  | Finale               | Classifica      |
| Atleta         | Evento | Avversario Risultato | Avversario Risultato | Avversario Risultato | Avversario Risultato | Avversario Risultato | Avversario Risultato | Avversario Risultato | Classifica      |
| -------------- | ------ | -------------------- | -------------------- | -------------------- | -------------------- | -------------------- | -------------------- | -------------------- | --------------- |
| Vicente Huacon | –66 kg |                      | El-Gharably P 1–3    | Non qualificato      | Non qualificato      | Non qualificato      | Non qualificato      | Non qualificato      | Non qualificato |

### Donne
Libera
| Atleta         | Evento | Qualificazione       | Ottavi               | Quarti               | Semifinale           | Ripescaggio Turno 1  | Ripescaggio Turno 2  | Finale               | Classifica      |
| Atleta         | Evento | Avversario Risultato | Avversario Risultato | Avversario Risultato | Avversario Risultato | Avversario Risultato | Avversario Risultato | Avversario Risultato | Classifica      |
| -------------- | ------ | -------------------- | -------------------- | -------------------- | -------------------- | -------------------- | -------------------- | -------------------- | --------------- |
| Lissette Antes | –55 kg |                      | Butkevych W 3–1 PP   | Rentería L 1–3 PP    | Non qualificata      | Non qualificata      | Non qualificata      | Non qualificata      | Non qualificata |

## Nuoto e sport acquatici

### Nuoto
Maschile
| Atleta                   | Evento         | Batterie | Batterie   | Semifinali      | Semifinali      | Finale          | Finale          |
| Atleta                   | Evento         | Tempo    | Classifica | Tempo           | Classifica      | Tempo           | Classifica      |
| ------------------------ | -------------- | -------- | ---------- | --------------- | --------------- | --------------- | --------------- |
| Esteban Enderica Salgado | 400 m misti    | 4:24.32  | 30         | Non qualificato | Non qualificato | Non qualificato | Non qualificato |
| Ivan Enderica Ochoa      | Maratona 10 km |          |            |                 |                 | 1:52.28.6       | 21              |

Femminile
| Atleta                   | Evento             | Batterie | Batterie   | Semifinali      | Semifinali      | Finale          | Finale          |
| Atleta                   | Evento             | Tempo    | Classifica | Tempo           | Classifica      | Tempo           | Classifica      |
| ------------------------ | ------------------ | -------- | ---------- | --------------- | --------------- | --------------- | --------------- |
| Samantha Arevalo Salinas | 800 m Stile libero | 8:49.21  | 29         | Non qualificata | Non qualificata | Non qualificata | Non qualificata |

## Pugilato
Maschile
| Atleta         | Evento                      | 16-esimi                      | Ottavi                       | Quarti               | Semifinali           | Finale               |
| Atleta         | Evento                      | Avversario Risultato          | Avversario Risultato         | Avversario Risultato | Avversario Risultato | Avversario Risultato |
| -------------- | --------------------------- | ----------------------------- | ---------------------------- | -------------------- | -------------------- | -------------------- |
| Carlos Quipo   | Pesi mosca-leggeri (-49 kg) | José de la Nieve V (14–11)    | Kaeo Pongprayoon P (10–6)    | Non qualificato      | Non qualificato      | Non qualificato      |
| Anderson Rojas | Pesi superleggeri (-64 kg)  | Uktamjon Rahmonov P (16–10)   | Non qualificato              | Non qualificato      | Non qualificato      | Non qualificato      |
| Carlos Sánchez | Pesi welter (-69 kg)        | Adam Nolan P (14–8)           | Non qualificato              | Non qualificato      | Non qualificato      | Non qualificato      |
| Marlo Delgado  | Pesi medi (-75 kg)          | Aleksandar Drenovak V (13–12) | Non qualificato              | Non qualificato      | Non qualificato      | Non qualificato      |
| Carlos Góngora | Pesi mediomassimi (-81 kg)  | Vatan Huseynli V 9–8          | Adi'lbek Niyazymbetov P 13-5 | Non qualificato      | Non qualificato      | Non qualificato      |
| Julio Castillo | Pesi massimi (-91 kg)       |                               | Siarhei Karneyeu P 21–12     | Non qualificato      | Non qualificato      | Non qualificato      |
| Ytalo Perea    | Pesi supermassimi (+91 kg)  |                               | Roberto Cammarelle P 18–10   | Non qualificato      | Non qualificato      | Non qualificato      |

## Sollevamento pesi
Maschile
| Atleta       | Evento  | Strappo   | Strappo    | Slancio   | Slancio    | Totale | Classifica |
| Atleta       | Evento  | Risultato | Classifica | Risultato | Classifica | Totale | Classifica |
| ------------ | ------- | --------- | ---------- | --------- | ---------- | ------ | ---------- |
| Jorge Arroyo | -105 kg | 185       | 3          | 200       | 11         | 385    | 8          |

Femminile
| Atleta            | Evento | Strappo   | Strappo    | Slancio   | Slancio    | Totale | Classifica |
| Atleta            | Evento | Risultato | Classifica | Risultato | Classifica | Totale | Classifica |
| ----------------- | ------ | --------- | ---------- | --------- | ---------- | ------ | ---------- |
| Alexandra Escobar | -58 kg | 103       | 4          | 123       | 10         | 226    | 9          |
| Rosa Tenorio      | -69 kg | 95        | 12         | 115       | 11         | 210    | 11         |
| Oliba Nieve       | +75 kg | 117       | 8          | 138       | 9          | 255    | 8          |

## Tiro a segno/volo
Femminile
| Atleta        | Evento                      | Qualificazioni | Qualificazioni | Finale          | Finale          |
| Atleta        | Evento                      | Punti          | Posizione      | Punti           | Posizione       |
| ------------- | --------------------------- | -------------- | -------------- | --------------- | --------------- |
| Sofía Padilla | Carabina 10m aria compressa | 386            | 53             | Non qualificata | Non qualificata |

## Triathlon
Femminile
| Atleta          | Evento            | Nuoto   | Ciclismo  | Corsa   | Totale    | Classifica |
| --------------- | ----------------- | ------- | --------- | ------- | --------- | ---------- |
| Elizabeth Bravo | Individuale donne | 19' 50" | 1:10' 44" | 38' 12" | 2:10' 00" | 49°        |